# 増田英二
増田 英二（ますだ えいじ、1985年8月13日 - ）は、日本の漫画家。男性。兵庫県出身。

## 経歴
兵庫県姫路市の少年野球チーム「網干西ガッツバファローズ」に所属していたことがあり、2022年に結成45周年を迎えた際の記念冊子の表紙画を描いている。
専門学校アートカレッジ神戸卒。同期に古味直志、樋野友行らがいる。2007年に『巡回鬼』で『週刊少年チャンピオン』（秋田書店）の第67回新人まんが賞奨励賞を受賞。
その後、『週刊少年チャンピオン』にて2007年に『獅狼ラビット』を、2010年に『透明人間の作り方』を短期集中連載し、同誌にて『さくらDISCORD』、『実は私は』を連載する。『実は私は』は連載中にTVアニメ化、舞台化された。同誌にて2018年1月から11月まで『週刊少年ハチ』を連載。

## 作品リスト

### 連載
- 獅狼ラビット（『週刊少年チャンピオン』2007年53号 - 2008年2・3合併号） - 短期集中連載。
- 透明人間の作り方（『週刊少年チャンピオン』2010年内） - 短期集中連載。
- さくらDISCORD（『週刊少年チャンピオン』2011年 - 2012年）
- 実は私は[4]（『週刊少年チャンピオン』2013年 - 2017年）
- 週刊少年ハチ（『週刊少年チャンピオン』2018年内）
- 夢見が丘ワンダーランド（『別冊少年チャンピオン』2020年9月号[5] - 2022年1月号[6]）
- 今朝も揺られてます（『別冊少年チャンピオン』2024年3月号 - 連載中）

### 読み切り
- 巡回鬼（『週刊少年チャンピオン』第67回〈2006年下期〉新人まんが賞 奨励賞[7]）
- 魔王はじめました（『週刊少年チャンピオン』2008年GW増刊号）
- 幽楽町へようこそ（『別冊少年チャンピオン』2012年11月号）
- 実は私は×吸血鬼すぐ死ぬ（『週刊少年チャンピオン』2016年13号、吸血鬼特別コラボ読切）

### 書籍
- 『さくらDISCORD』、秋田書店〈少年チャンピオン・コミックス〉2012年、全5巻
- 『実は私は』、秋田書店〈少年チャンピオン・コミックス〉2013年 - 2017年、全22巻
- 『透明人間の作り方』、秋田書店〈少年チャンピオン・コミックス〉2014年、全1巻
- 『週刊少年ハチ』、秋田書店〈少年チャンピオン・コミックス〉2018年 - 2019年、全5巻
- 『夢見が丘ワンダーランド』、秋田書店〈少年チャンピオン・コミックス〉2021年 - 2022年、全4巻
  1. 2021年5月7日発売[8][9]、ISBN 978-4-253-29221-4
  2. 2021年8月6日発売[10]、ISBN 978-4-253-29222-1
  3. 2021年11月8日発売[11]、ISBN 978-4-253-29223-8
  4. 2022年2月8日発売[12]、ISBN 978-4-253-29224-5
- 『今朝も揺られてます』、秋田書店〈少年チャンピオン・コミックス〉2024年 - 、既刊2巻（2025年6月6日現在）
  1. 2024年9月6日発売[13][14]、ISBN 978-4-253-29661-8
  2. 2025年6月6日発売[15]、ISBN 978-4-253-29662-5

## 師匠
- 村田雄介[16]